# Lord High Steward

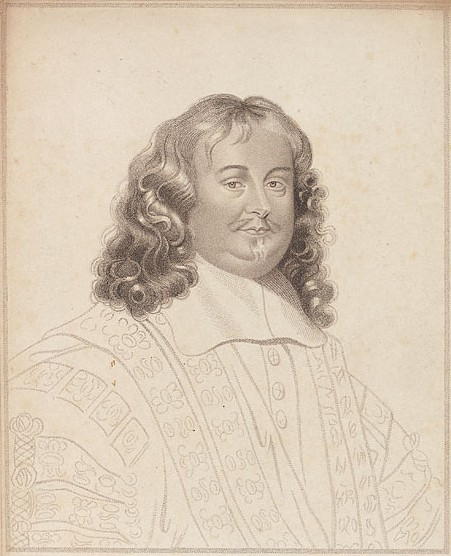
Lord High Steward Edward Hyde, 1. Earl of Clarendon

Der Lord High Steward von England ist der Führende der Great Officers of State. Unter ihm stehen der Lord High Chancellor (Lordkanzler) und der Lord High Treasurer (Lordschatzmeister).

## Geschichtliche Entwicklung
Der Amtsinhaber hatte vornehmlich repräsentative Aufgaben wahrzunehmen wie den Vorsitz bei der Krönung britischer Monarchen und Erhebungen in den Adelsstand. Er nahm aber auch eine wichtige judikative Funktion wahr: den Vorsitz bei Prozessen gegen Mitglieder des Adels. Obwohl zunächst ohne politische Funktion, nahm die Bedeutung dieser Position im Laufe der Zeit so zu, dass ihr Inhaber schließlich einer der mächtigsten Männer des Königreichs war. 
Der erste Lord High Steward scheint Robert de Beaumont, 2. Earl of Leicester, Sohn von Robert de Beaumont, 1. Earl of Leicester, gewesen zu sein. Seitdem war das Amt mit dem Adelstitel Earl of Leicester verbunden, bis Henry Bolingbroke, Earl of Leicester und Duke of Lancaster, als Heinrich IV. 1399 selbst König von England wurde. Er machte seinen zweiten Sohn Thomas of Lancaster, 1. Duke of Clarence, zum Lord High Steward. Nach dessen Tod 1421 blieb das Amt unbesetzt, und meist übernahmen der Lord Chancellor oder andere Mitglieder des hohen Adels die entsprechenden Aufgaben. 
Das Amt entsprach im Mittelalter dem des High Steward of Scotland und des Lord High Steward of Ireland, die bis heute erbliche Hofämter geblieben sind. Der Ursprung der Bezeichnung Steward liegt im altenglischen stiward, stigweard „wer die Angelegenheiten des Haushalts oder Besitzes eines anderen verwaltet“, von stig „Halle, Stall für Vieh, Teil eines Hauses“ und weard „Wächter“. Ähnlich wie beim Mundschenk entwickelte sich am Königshof aus der Funktionsbezeichnung ein Hofamt. Auf dem Kontinent gab es entsprechende Hofämter: den Seneschall, den Truchsess oder den Grand Maître de France. 
Der Titel sollte nicht mit dem des Lord Steward (Lord Steward of the Household) oder dem des High Steward, einer Gerichtsfunktion, verwechselt werden.

## Funktionen und Gegenwart
Das Amt des Lord High Steward ist meist vakant und wird lediglich bei Bedarf, wenn Amtshandlungen vorzunehmen sind, besetzt. Jahrhundertelang geschah dies im Wesentlichen bei zwei Anlässen: 
- Wenn sich ein Peer im Oberhaus strafrechtlich verantworten musste. In solchen Fällen leitete der Lord High Steward das Verfahren. Dies geschah letztmals 1935, als Douglas Hogg, 1. Viscount Hailsham als Lord High Steward fungierte. Das Privileg der Peers, dass über sie nur das Oberhaus zu Gericht sitzen durfte, wurde 1948 abgeschafft, daher ist eine Ernennung eines Lord High Steward für solche Zwecke auch in der Zukunft nicht zu erwarten.
- Bei Krönungen britischer Monarchen hat der Lord High Steward zeremonielle Aufgaben zu erfüllen und sitzt auch im Vorfeld der Krönung dem Court of Claims vor, einem Sondergericht, das über die Ansprüche von Personen, bei der Krönung Ehrendienste zu leisten, entscheidet. Bei der Krönung von Charles III. 2023 wurde das Amt des Lord High Steward Sir Gordon Messenger übertragen.

## Lords High Steward von England 1154–1421

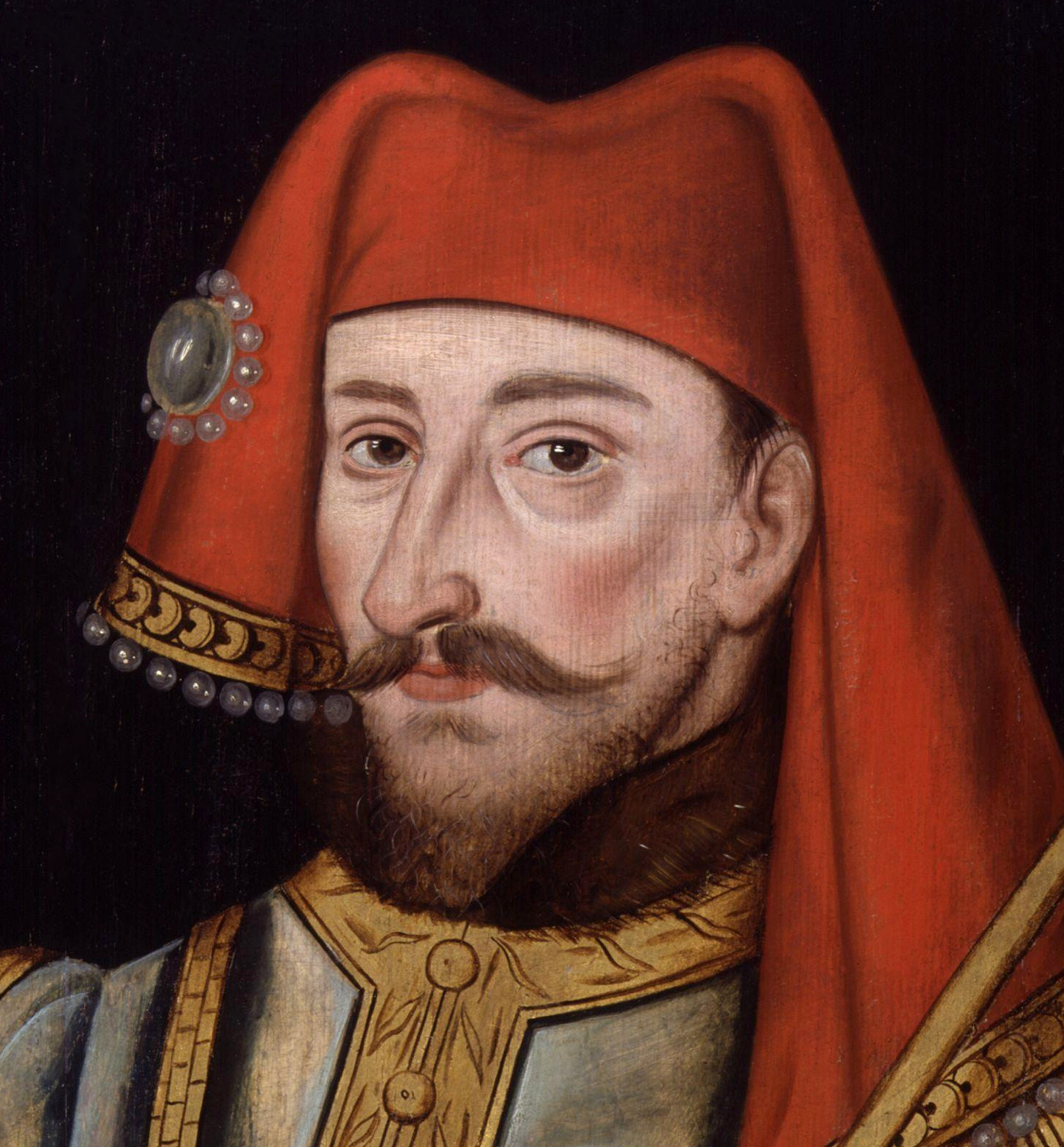
Heinrich IV. Phantasiedarstellung aus dem 17. Jahrhundert

- Robert de Beaumont, 2. Earl of Leicester 1154–1168
- Robert de Beaumont, 3. Earl of Leicester 1168–1190
- Robert de Beaumont, 4. Earl of Leicester 1190–1204
- Simon de Montfort, 5. Earl of Leicester 1206–1218
- Simon de Montfort, 6. Earl of Leicester 1218–1265
- Edmund Crouchback, 1. Earl of Lancaster 1265–1296
- Thomas Plantagenet, 2. Earl of Lancaster 1296–1322
- Henry Plantagenet, 3. Earl of Lancaster 1324–1345
- Henry of Grosmont, 1. Duke of Lancaster 1345–1361
- John of Gaunt, 1. Duke of Lancaster 1362–1399
- Henry of Bolingbroke, 2. Duke of Lancaster 1399
- Thomas of Lancaster, 1. Duke of Clarence 1399–1421

## Lords High Steward von England bei Krönungen 1422 bis heute
- Humphrey, Duke of Gloucester 1429 Heinrich VI.
- Thomas de Courtenay, 5. Earl of Devon 1445 Margarete von Anjou
- John de la Pole, 2. Duke of Suffolk 1461 Eduard IV.
- George Plantagenet, 1. Duke of Clarence 1465 Elizabeth Woodville
- John Howard, 1. Duke of Norfolk 1483 Richard III.
- John de Vere, 13. Earl of Oxford 1485 Heinrich VII.
- Jasper Tudor, 1. Duke of Bedford 1487 Elizabeth of York
- Edward Stafford, 3. Duke of Buckingham 1509 Heinrich VIII.
- Charles Brandon, 1. Duke of Suffolk 1533 Anne Boleyn
- John Russell, 1. Earl of Bedford 1547 Eduard VI.
- Edward Stanley, 3. Earl of Derby 1553 Maria I.
- Henry Fitzalan, 12. Earl of Arundel 1559 Elisabeth I.
- Charles Howard, 1. Earl of Nottingham 1603 Jakob I.
- George Villiers, 1. Duke of Buckingham 1626 Karl I.
- James Butler, 1. Duke of Ormonde 1661 Karl II.
- James Butler, 1. Duke of Ormonde 1685 Jakob II.
- William Cavendish, 1. Duke of Devonshire 1689 Wilhelm III. und Maria II.
- William Cavendish, 1. Duke of Devonshire 1702 Anne
- Charles Fitzroy, 2. Duke of Grafton 1714 Georg I.
- Lionel Cranfield Sackville, 1. Duke of Dorset 1727 Georg II.
- William Talbot, 1. Earl Talbot 1761 Georg III.
- Henry William Paget, 1. Marquess of Anglesey 1821 Georg IV.
- Alexander Douglas-Hamilton, 10. Duke of Hamilton 1831 Wilhelm IV.
- Alexander Douglas-Hamilton, 10. Duke of Hamilton 1838 Victoria
- Charles Spencer-Churchill, 9. Duke of Marlborough 1902 Eduard VII.
- Henry George Percy, 7. Duke of Northumberland 1911 Georg V.
- James Gascoyne-Cecil, 4. Marquess of Salisbury 1937 Georg VI.
- Andrew Cunningham, 1. Viscount Cunningham of Hyndhope 1953 Elisabeth II.
- Sir Gordon Messenger 2023 Charles III.

## Lords High Steward von England bei Prozessen gegen Mitglieder des Adels 1422 bis heute
- unvollständig bis 1660

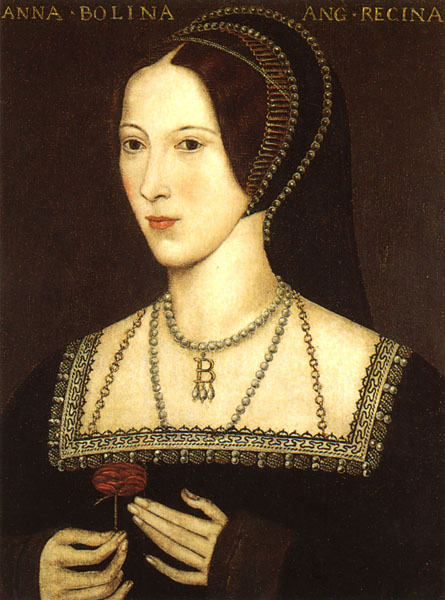
Anne Boleyn

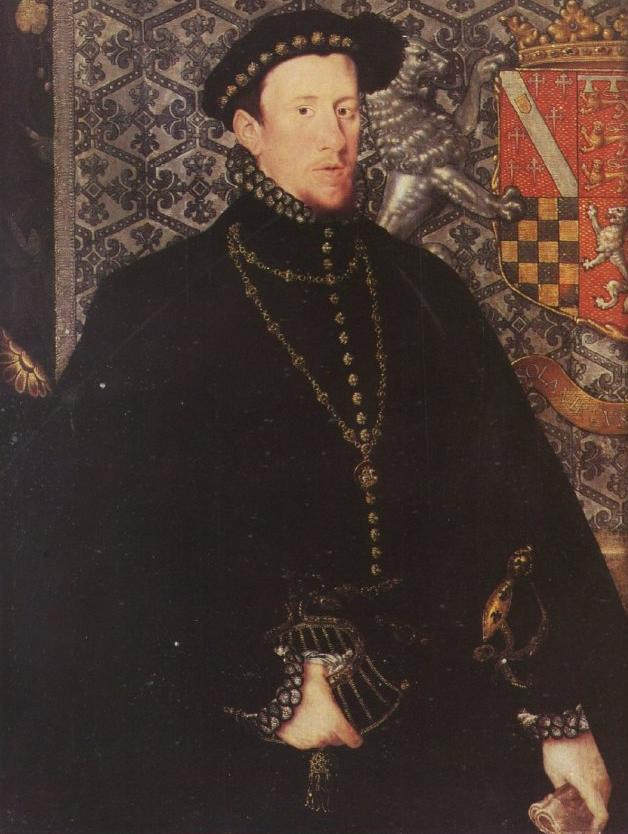
Thomas Howard, 4. Duke of Norfolk

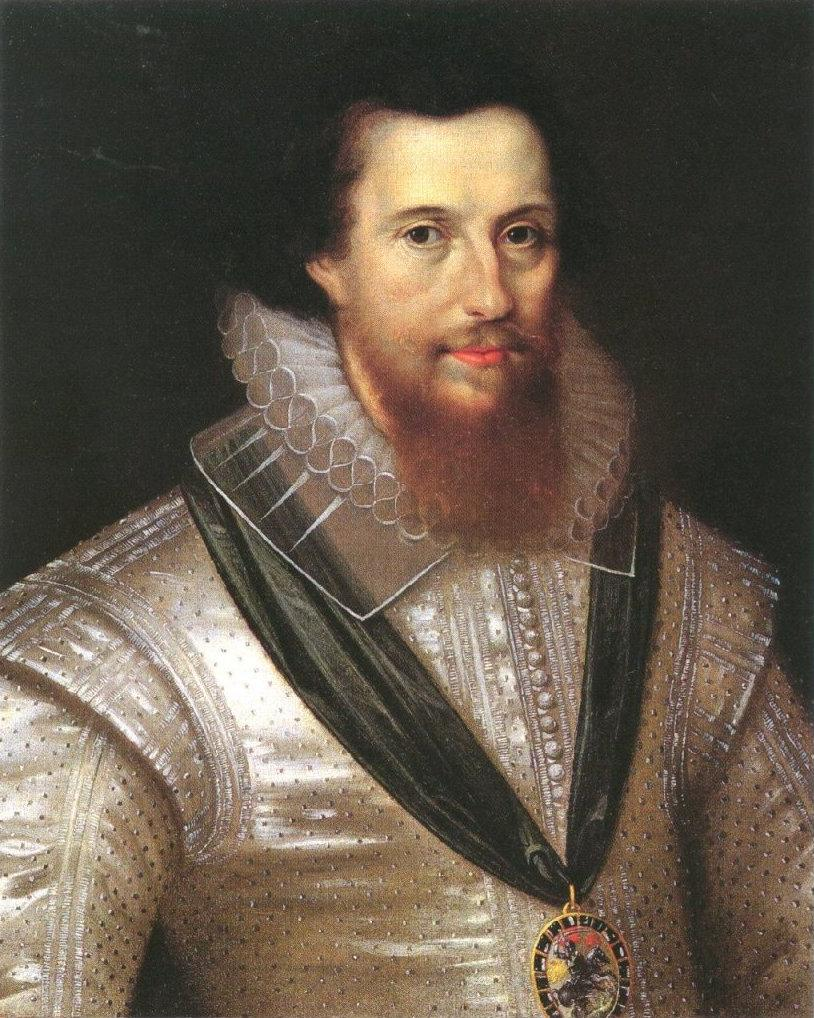
Robert Devereux, 2. Earl of Essex

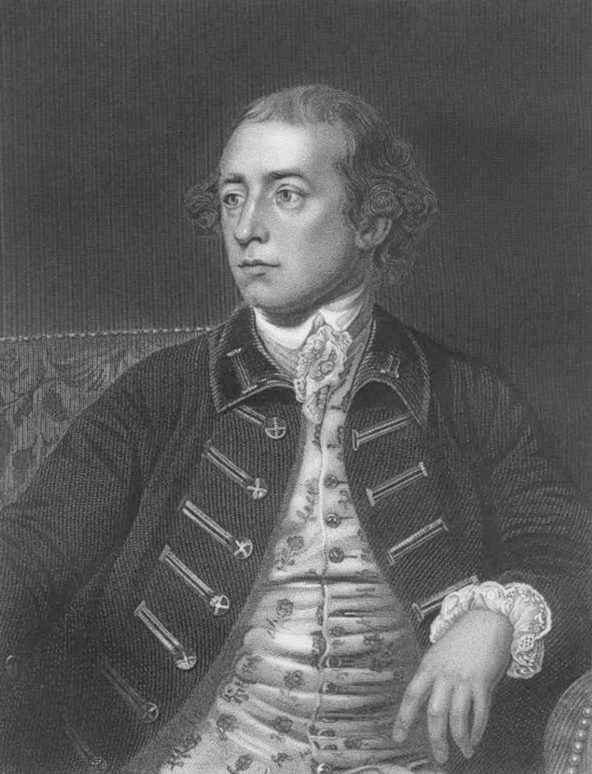
Warren Hastings

- Henry Stafford, 2. Duke of Buckingham im Prozess gegen
  - George Plantagenet, 1. Duke of Clarence 1478
- John de Vere, 13. Earl of Oxford im Prozess gegen
  - Edward Plantagenet, 17. Earl of Warwick 1499
- Thomas Howard, 2. Duke of Norfolk im Prozess gegen
  - Edward Stafford, 3. Duke of Buckingham 1521
- Thomas Howard, 3. Duke of Norfolk im Prozess gegen
  - Anne Boleyn 1536
- Thomas Audley, 1. Baron Audley of Walden im Prozess gegen
  - Henry Pole, 1. Baron Montagu 1538
  - Henry Courtenay, 1. Marquess of Exeter 1538
  - Thomas Fiennes, 9. Baron Dacre 1541
- William Parr, 1. Marquess of Northampton im Prozess gegen
  - Thomas Wentworth, 2. Baron Wentworth 1559
- George Talbot, 6. Earl of Shrewsbury im Prozess gegen
  - Thomas Howard, 4. Duke of Norfolk 1571
- Henry Stanley, 4. Earl of Derby im Prozess gegen
  - Philip Howard, 20. Earl of Arundel 1589
- Thomas Sackville, 1. Earl of Dorset im Prozess gegen
  - Robert Devereux, 2. Earl of Essex 1601
- Thomas Coventry, 1. Baron Coventry im Prozess gegen
  - Mervyn Tuchet, 2. Earl of Castlehaven 1631
- Thomas Howard, 21. Earl of Arundel im Prozess gegen
  - Thomas Wentworth, 1. Earl of Strafford 1641
- Edward Hyde, 1. Earl of Clarendon (Lord Chancellor) im Prozess gegen
  - Thomas Park, 15. Baron Morley 1666
- Heneage Finch, 1. Earl of Nottingham (Lord Chancellor) im Prozess gegen
  - Charles Cornwallis, 3. Baron Cornwallis 1676
  - Philip Herbert, 7. Earl of Pembroke
  - Thomas Osborne, Earl of Danby 1679
  - William Herbert, 1. Marquess of Powis 1679
  - William Howard, 1. Viscount Stafford 1679
  - Henry Arundell, 3. Baron Arundell of Wardour 1679
  - William Petre, 4. Baron Petre 1679
  - John Belasyse, 1. Baron Belasyse 1679
  - William Howard, 1. Viscount Stafford 1680
- George Jeffreys, 1. Baron Jeffreys (Lord Chancellor) im Prozess gegen
  - Henry Booth, 1. Earl of Warrington 1685
- Thomas Osborne, Marquess of Carmarthen (Lord President of the Council) im Prozess gegen
  - Charles Mohun, 4. Baron Mohun 1699
- John Somers, 1. Baron Somers (Lord Chancellor) im Prozess gegen
  - Edward Rich, 6. Earl of Warwick 1699
  - Charles Mohun, 4. Baron Mohun 1699
- William Cowper, 1. Earl Cowper (Lord Chancellor) im Prozess gegen
  - James Radclyffe, 3. Earl of Derwentwater 1716
  - William Widdrington, 4. Baron Widdrington 1716
  - William Maxwell, 5. Earl of Nithsdale 1716
  - Robert Dalzell, 5. Earl of Carnwath 1716
  - William Gordon, 6. Viscount of Kenmure 1716
  - William Murray, 2. Lord Nairne 1716
  - George Seton, 5. Earl of Winton 1716
  - Robert Harley, 1. Earl of Oxford and Mortimer 1717
- Peter King, 1. Baron King (Lord Chancellor) im Prozess gegen
  - Thomas Parker, 1. Earl of Macclesfield 1725
- Philip Yorke, 1. Earl of Hardwicke (Lord Chancellor) im Prozess gegen
  - William Boyd, 4. Earl of Kilmarnock 1746
  - George Mackenzie, 3. Earl of Cromartie 1746
  - Arthur Elphinstone, 6. Lord Balmerinoch 1746
  - Simon Fraser, 11. Lord Lovat 1747
- Robert Henley, 1. Earl of Northington (Lord Privy Seal) im Prozess gegen
  - Lawrence Shirley 1760
  - Elizabeth Chudleigh, Duchess of Kingston 1765
- Edward Thurlow, 1. Baron Thurlow (Lord Chancellor) im Prozess gegen
  - Warren Hastings 1788–1793
- Alexander Wedderburn, 1. Earl of Rosslyn (Lord Chancellor) im Prozess gegen
  - Warren Hastings 1793–1795
- Thomas Erskine, 1. Baron Erskine (Lord Chancellor) im Prozess gegen
  - Henry Dundas, 1. Viscount Melville 1806
- Thomas Denman, 1. Baron Denman (Lord Chief Justice) im Prozess gegen
  - James Brudenell, 7. Earl of Cardigan 1841
- unvollständig nach 1841
- Hardinge Giffard, 1. Earl of Halsbury (Lord Chancellor) im Prozess gegen
  - John Francis Stanley Russell, 2. Earl Russell, 1901
- Douglas Hogg, 1. Viscount Hailsham (Lord Chancellor) im Prozess gegen
  - Edward Russell, 26. Baron de Clifford, 1935

Der Prozess gegen Lord de Clifford wegen fahrlässiger Tötung im Straßenverkehr war der letzte, der im Oberhaus verhandelt wurde.